# Microhoria palicari
Microhoria palicari is een keversoort uit de familie snoerhalskevers (Anthicidae). De wetenschappelijke naam van de soort is voor het eerst geldig gepubliceerd in 1840 door Laporte de Castelnau.